# Burzenin
Burzenin è un comune rurale polacco del distretto di Sieradz, nel voivodato di Łódź.
Ricopre una superficie di 118,96 km² e nel 2004 contava 5 714 abitanti.